# 3'-デメチルスタウロスポリン-O-メチルトランスフェラーゼ
3'-デメチルスタウロスポリン-O-メチルトランスフェラーゼ(3'-demethylstaurosporine O-methyltransferase、EC 2.1.1.139)は、以下の化学反応を触媒する酵素である。
S-アデノシル-L-メチオニン + 3'-デメチルスタウロスポリン{\displaystyle \rightleftharpoons }S-アデノシル-L-ホモシステイン + スタウロスポリン
従って、この酵素の2つの基質はS-アデノシル-L-メチオニンと3'-デメチルスタウロスポリン、2つの生成物はS-アデノシル-L-ホモシステインとスタウロスポリンである。
この酵素は、転移酵素、特に1炭素基を転移させるメチルトランスフェラーゼのファミリーに属する。系統名は、S-アデノシル-L-メチオニン:3'-デメチルスタウロスポリン O-メチルトランスフェラーゼ(S-adenosyl-L-methionine:3'-demethylstaurosporine O-methyltransferase)である。他に、staurosporine synthase等とも呼ばれる。